# Pezizales
Pezizales é uma ordem do subfilo Pezizomycotina no filo Ascomycota. Esta ordem contém famílias, 199 géneros, e 1683 espécies. Contém várias espécies com importância económica, como Morchella spp., e as trufas. São fungos sapróbicos, micorrízicos, ou parasitas de plantas. As suas espécies crescem no solo, madeira, folhas e excrementos. As espécies que vivem no solo frequentemente frutificam em habitats com pH alto e baixo teor de matéria orgânica, incluindo solo remexido. A maioria das espécies ocorre em regiões temperadas ou a grande altitude. Vários membros de Sarcoscyphaceae e Sarcosomataceae são comuns nas regiões tropicais.

## Descrição
Os membros desta ordem caraterizam-se por terem asco que tipicamente abrem por meio de rotura para formar um terminal ou tampa excêntrica ou opérculo. Os ascomas são apotécios ou então estruturas com formas várias derivadas dos apotécios. Os apotécios têm tamanhos que variam de menos de um milímetro até cerca de 15 cm, e podem ter "caule" ou ser sésseis. A ordem inclui táxons epígeos,e semi-hipógeos a hipógeos (trufas). Os ascósporos são unicelulares, simétricos bipolares, e usualmente bipolarmente simétricos, variando em forma desde a aproximadamente esférica a elipsoidal, a ocasionalmente fusoide. Os ascósporos de algumas espécies desenvolvem ornamentos superficiais como "verrugas", cristas ou espinhos. Os tecidos dos ascomas são carnudos e frequentemente frágeis. Embora a maioria das espécies sejam conhecidas apenas no estado teleomórfico, são conhecidos os anamorfos de algumas espécies.